# Laothoe habeli
Laothoe habeli ist ein Schmetterling (Nachtfalter) aus der Familie der Schwärmer (Sphingidae). Die Art ist in Zentralchina endemisch. Sämtliche Präimaginalstadien sind bisher noch unbekannt.

## Merkmale
Die Falter erreichen eine Flügelspannweite von 60 bis 74 Millimetern. Die Art sieht der Nominatunterart des Pappelschwärmers (Laothoe populi) sehr ähnlich. Die Vorderflügel sind graubraun und tragen an der Basis der Postmedian- und Subterminalregion eine blaugraue Binde. Die Flügeladern sind gelb, der Diskalfleck ist nur undeutlich ausgebildet. Die Flügelmusterung ist wenig lebhaft und ähnelt der von Laothoe amurensis amurensis. Der Vorderflügelaußenrand ist zackig eingebuchtet. Die Hinterflügel haben die gleich Farbe wie die Vorderflügel, zeigen jedoch basal einen großen orangefarbenen Bereich. Dieser ist bei manchen Individuen jedoch weniger deutlich ausgebildet.
Die Genitalien der Männchen sind typisch für die Gattung Laothoe. Die Fortsätze sind im Vergleich zu denen des Pappelschwärmers jedoch entlang des gesamten Sacculus gleich weit und werden nicht zu dessen Spitze hin weiter. Der Saccus ist spitz zulaufend statt stumpf und die etwa 30 gleich großen Cornuti sind in zwei etwa gleich große Gruppen geteilt. Der Pappelschwärmer hat zwei Gruppen zu 30 bzw. 10 Stück.

## Vorkommen
Die Art ist in Zentralchina endemisch und bewohnt Laubwälder. In Shaanxi trifft man die Art zwischen 1500 und 1900 Metern Seehöhe an, in Sichuan hat man sie bisher nur um 2400 Meter gefunden.

## Lebensweise
Über die Lebensweise dieser Art ist nur sehr wenig bekannt. Die Männchen werden stark durch künstliche Lichtquellen angelockt. Die Art fliegt in einer Generation im Jahr, hauptsächlich im Mai und Juni. Die Flugzeit ist in Shaanxi von April bis Juli, in Sichuan im Juni.

## Belege